# Ronde van Spanje 2020/Vierde etappe
De vierde etappe van de Ronde van Spanje 2020 werd verreden op 23 oktober tussen Garray en Ejea de los Caballeros. 
| Garray – Ejea de los Caballeros (190,0 km) |                  |                        |          |
| Plaats                                     | Naam             | Ploeg                  | Tijd     |
| 1                                          | Sam Bennett      | Deceuninck–Quick-Step  | 3u53'29" |
| 2                                          | Jasper Philipsen | UAE Team Emirates      | z.t.     |
| 3                                          | Jakub Mareczko   | CCC Team               | z.t.     |
| 4                                          | Pascal Ackermann | BORA-hansgrohe         | z.t.     |
| 5                                          | Gerben Thijssen  | Lotto Soudal           | z.t.     |
| 6                                          | Matteo Moschetti | Trek-Segafredo         | z.t.     |
| 7                                          | Max Kanter       | Team Sunweb            | z.t.     |
| 8                                          | Mihkel Räim      | Israel Start-Up Nation | z.t.     |
| 9                                          | Emmanuel Morin   | Cofidis                | z.t.     |
| 10                                         | Magnus Cort      | EF Education First     | z.t.     |
|                                            |                  |                        |          |
| 15                                         | Alex Molenaar    | Burgos-BH              | z.t.     |

| Algemeen klassement |                     |                        |           |
| Plaats              | Naam                | Ploeg                  | Tijd      |
| Rode trui           | Primož Roglič       | Team Jumbo-Visma       | 16u30'53" |
| 2                   | Daniel Martin       | Israel Start-Up Nation | + 5"      |
| 3                   | Richard Carapaz     | Team INEOS Grenadiers  | + 13"     |
| 4                   | Enric Mas           | Movistar Team          | + 32"     |
| 5                   | Hugh Carthy         | EF Education First     | + 38"     |
| 6                   | Sepp Kuss           | Team Jumbo-Visma       | + 44"     |
| 7                   | Felix Großschartner | BORA-hansgrohe         | + 1'17"   |
| 8                   | Esteban Chaves      | Mitchelton-Scott       | + 1'29"   |
| 9                   | Marc Soler          | Movistar Team          | + 1'55"   |
| 10                  | George Bennett      | Team Jumbo-Visma       | + 1'57"   |
|                     |                     |                        |           |
| 17                  | Wout Poels          | Bahrain McLaren        | + 3'13"   |
| 29                  | Kobe Goossens       | Lotto Soudal           | + 12'18"  |

## Opgaves
- Simon Geschke (CCC Team): Niet gestart
- Daniel Martínez (EF Education First): Niet gestart

1e etappe ·
2e etappe ·
3e etappe ·
4e etappe ·
5e etappe ·
6e etappe ·
7e etappe ·
8e etappe ·
9e etappe ·
10e etappe ·
11e etappe ·
12e etappe ·
13e etappe ·
14e etappe ·
15e etappe ·
16e etappe ·
17e etappe ·
18e etappe
Startlijst · Eindstanden · Afbeeldingen